# Carbon megye (Pennsylvania)
Carbon megye az Amerikai Egyesült Államokban, azon belül Pennsylvania államban található. Megyeszékhelye Jim Thorpe, legnagyobb városa Lehighton. Lakosainak száma 64 749 fő (2020. április 1.). Carbon megye Luzerne, Monroe, Northampton, Lehigh és Schuylkill megyékkel határos.

## Népesség
A megye népességének változása:
| Lakosok száma | 65 218 | 65 146 | 65 016 | 64 786 | 63 960 | 64 749 |
|               | 2010   | 2011   | 2012   | 2013   | 2015   | 2020   |